# Roccellaceae
Roccellaceae é uma família de fungos pertencente à ordem dos Arthoniales Henssen ex D. Hawksw. & O.E. Erikss., 1986., que inclui, entre muitas outras espécies de líquenes, a urzela.